# پچنگا (محل سکونت از نوع شهری)، استان مورمانسک
پتسامو، فنلاند (روسی: Пече́нга) یک محل شهری (یک شهرک از نوع شهری) در بخش پچنگسکی، استان مورمانسک، روسیه است.

## تاریخ
در طول وضعیت جنگ بین فنلاند و روسیه شوروی (۱۹۱۸–۱۹۲۰) منطقه اطراف پچنگا توسط نیروهای فنلاند اشغال شد و در نتیجه معاهده تارتو در سال ۱۹۲۰ به عنوان پتسامو بخشی از فنلاند شد. نیکل در سال ۱۹۲۱ کشف شد و در سال ۱۹۳۵ مورد بهره‌برداری تجاری قرار گرفت. این منطقه در طول جنگ زمستان در سال ۱۹۴۰ توسط شوروی تسخیر شد اما در پایان جنگ زمستان به فنلاند بازگشت. در طول جنگ جهانی دوم، بین سال‌های ۱۹۴۱ تا ۱۹۴۴ جنگ پس‌آیند، پتسامو به‌عنوان ایستگاهی برای حملات به مورمانسک توسط فنلاند و آلمان مورد استفاده قرار گرفت. هواپیماهای ناو هواپیمابر بریتانیایی اچ‌ام‌اس فوریوس (۴۷) در ۳۰ ژوئیه ۱۹۴۱ به بندر حمله کردند. این منطقه در طی حمله پتسامو–کرکنس در سال ۱۹۴۴ و در سال ۱۹۴۷ پس از صلح پاریس متعاقب آن توسط ارتش سرخ پیمان اتحاد جماهیر شوروی سوسیالیستی تصرف شد.